# 소말리아 실링
실링(shilling(영어), shilin(소말리어, 또한 شلن) 또는 scellino(이탈리아어))는 1962년부터 소말리아의 통화이다. ISO 4217 코드는 SOS이다.
1 실링은 100 센티 (cents (영어), senti (소말리어, 또한 سنت) 또는 centesimi (이탈리아어)) 로 나뉜다.

## 역사
실링이 소말리아의 통화가 된 것은 1921년에 동아프리카 실링이 영국령 소말릴란드에 도입되면서부터이다. 1960년에 독립을 하고 난 뒤인 1962년에 이탈리아령 소말린란드의 소말로와 동일한 가치를 가졌던 동아프리카 실링이 액면 가격 그대로 소말리아 실링으로 대체되었다. 액면금액의 명칭은 센트, 센테시모 (복수형: 센테시미) 또는 سنت (복수형: سنتيما ,سنتيمات) 모두 실링, 스켈리노 (scellino) (복수형:스켈리니 (scellini))와 شلن 로 바뀌었다.
1975년이 시작되면서 소말리어 이름이 로마자로 쓰여진 통화가 도입되었다. 실링과 센트와 더불어 부차적 단위로서의 아랍 문자 역시 سنت로 줄어들었다. 이탈리아식 이름은 이당시에 사라지고 영어식 이름만이 지폐에 남아있었다. 이탈리아식 이름인 스켈리노는 2000년에 만들어진 동전에 다시 나타났다. 
중앙정부가 붕괴함에 따라 소말릴란드의 분리된 지역은 소말릴란드 실링이라는 통화를 사용하게 되었다. 다른 지역의 통화는 미국 달러와 유로가 통용된다.

## 동전
처음에는 동아프리카 실링과 소말로의 동전이 통용되었다. 1967년에 소말리아 공화국의 이름으로 5, 10, 50 센트/센테시미 동전과 1 실링/스켈리노 동전이 발행되었다. 1976년에 소말리아 이름이 각 화폐단위에 도입되었고, 동전은 소말리아 민주공화국의 이름으로 5, 10, 50 센트와 1 실링 동전이 주조되었다.
2000년부터, 5, 10, 25, 50, 100 실링 동전이 소말리아 공화국의 이름으로 주조되었다. 현재 발행되는 동전이 통용되는지 여부에 대해서는 알려지지 않았다. 동전의 대부분은 중국 점성술 시리즈나 유엔의 식량농업기구에서 발행한 것과 같은 기념 주화로 발행되었다.

## 지폐
1962년에 소말리아 중앙은행(Banca Nazionale Somala)은 5, 10, 20, 100 실링 (scellini/shillings)의 단위로 지폐를 발행했다. 1975년에 소말리아 국립은행(Bankiga Qaranka Soomaaliyeed)은 5, 10, 20, 100 실링 (shilin/shillings)의 단위로 지폐를 도입하였다. 이것은 1978년에 같은 단위로 소말리아 중앙은행(Bankiga Dhexe Ee Soomaaliya)에서 같은 단위의 지폐를 발행하였다. 50 실링 지폐는 1983년에 도입되었고, 500 실링 지폐가 1989년, 1000 실링 지폐가 1990년에 연이어 도입되었다.
소말리아의 통화에 대한 상황은 알려져 있지 않다. 그러나 2002년 이전의 아프가니스탄을 보면, 예전에 발행된 5, 10, 20, 50, 100, 500, 1000 실링 지폐는 아마도 일련번호 없이 만들어졌을 것이다. 남쪽에서는 1000 실링 지폐가 오늘날까지 통용되는 지폐이다. 다른 단위의 모든 지폐는 사라졌다. 좀 더 평화적인 소말리아 북부 지역에서는 500 실링 지폐가 아직 통용되고 있다.

## 환율의 역사
남소말리아에서의 자유 시장 환율
- 1991년 6월 - 2,000 소말리아 실링 = 1 미국 달러
- 1993년 6월 - 5,000 소말리아 실링 = 1 미국 달러
- 2006년 3월 - 13,400 소말리아 실링 = 1 미국 달러
- 2007년 2월 - 15,000 소말리아 실링 = 1 미국 달러
- 2008년 3월 - 25,000 소말리아 실링 = 1 미국 달러[1]

## 같이 보기
- 소말리아의 경제

## 참조
- CIA World Factbook - Somalia 보관됨 2016-07-01 - 웨이백 머신
- Peter Symes (2005년 12월). “The Banknotes of Somalia – Part 4”. 2006년 11월 3일에 확인함.
- Krause, Chester L. and Clifford Mishler (1991). Standard Catalog of World Coins: 1801-1991, 18th ed., Krause Publications. ISBN 0-87341-150-1.
- Pick, Albert (1994). Standard Catalog of World Paper Money: General Issues, Colin R. Bruce II and Neil Shafer (editors), 7th ed., Krause Publications. ISBN 0-87341-207-9.